# 4812 Hakuhou
4812 Hakuhou è un asteroide della fascia principale del diametro medio di circa 7,28 km. Scoperto nel 1977, presenta un'orbita caratterizzata da un semiasse maggiore pari a 2,3695668 UA e da un'eccentricità di 0,2068180, inclinata di 4,67683° rispetto all'eclittica.